# 龙山街道 (祁阳市)
龙山街道是中华人民共和国湖南省永州市祁阳市下辖的一个乡镇级行政单位。

## 行政区划
龙山街道下辖以下地区：
宝塔街社区、龙山社区、九塘冲社区、芦家甸社区、邵家岭社区、天马村、东江村、光明村、百花村、建湘村、青竹村、黄土岭村、六合岭村、陶家岭村和樟树岭村。